# Oospila magnifica
Oospila magnifica là một loài bướm đêm trong họ Geometridae.